# Лакретель, Пьер Луи

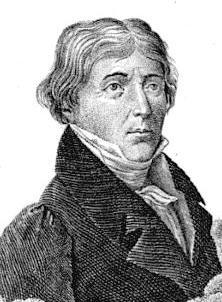
Пьер Луи Лакретель

Пьер Луи́ Лакрете́ль (фр. Pierre-Louis Lacretelle aîné; 10 октября 1751, Мец, — 5 сентября 1824, Париж) — французский юрист, член Французской академии.
Адвокат. В 1791—1792 годах — член Законодательного собрания, а с 1801 года — член законодательного корпуса. Во время Реставрации руководил оппозиционными газетами Nouveau Mercure и Minerve.
ЭСБЕ выделяет следующие произведения Лакретеля:
- Mélanges de jurisprudence et de philosophie etc. (1779)
- Discours sur le préjugé des peines infamantes (1784)
- De l'établissement des connaissances humaines et de l’instruction publique etc. (1791)

Помимо указанных произведений, Лакретель написал драму или, точнее, драматизированный роман Charles Artaud Malherbe ou le fils naturel, где прославлял, под вымышленным именем, д’Аламбера.